# Sfacteria
Sfacteria (in greco antico:Σφακτηρία) è una piccola isola della Grecia meridionale posta presso la baia di Pilo, nel Peloponneso. È conosciuta anche con i nomi di Navarino e di Sfagia, con cui viene oggi identificata.
È celebre soprattutto per avere ospitato due importanti battaglie in due periodi storici completamente differenti. Nel 425 a.C., nella Battaglia di Sfacteria si affrontarono, nell'ambito della Guerra del Peloponneso, ateniesi e spartani. Nel 1827 fu teatro di uno dei più importanti scontri della Guerra d'indipendenza greca, la Battaglia di Navarino, nella quale l'Impero ottomano affrontò le truppe francesi ed inglesi, poi risultate vincitrici.

## Curiosità
Nel 1825 l'isola fu attaccata dalle truppe egiziane, che riuscirono ad avere la meglio della resistenza greca; in quest'occasione, morì uno dei capi della resistenza dell'isola, l'italiano Santorre di Santarosa.